# Jacqueline Govaert
Pour les articles homonymes, voir Govaert.
Jacqueline Govaert (née le 20 avril 1982, à Kaatsheuvel) est une chanteuse et pianiste néerlandaise qui a joué avec le groupe Krezip. Elle a commencé en chantant pour Ayreon.

## Carrière musicale
Govaert fut l'une des premières diplômées de la RockAcademy hollandanse de Tilburg. Elle a commencé très tôt à faire de la musique. Au lycée, elle forme le groupe Krezip.
Elle a été invitée sur plusieurs projets d'album, notamment pour Ayreon, Armin van Buuren and Fernando Lameirinhas.
En 2006, Jacqueline a prêté sa voix à l'hymne de la TMF Awards 2006. Au cours des quelques semaines après le Prix, la chanson est devenue si populaire que TMF a décidé de la sortir en single. Le 9 décembre 2006, il atteint la place n ° 4 du Top Néerlandais.

## Discographie

### Albums
avec son groupe Krezip:
- Best Of (2008)

### Collaboration
- Nothing Less (Krezip, 2000) "All Unsaid"
- Universal Migrator Part 1: The Dream Sequencer (Ayreon, 2000) "Temple Of The Cat"
- Nothing Less (Krezip, 2000) "I Would Stay"
- Nothing Less (Krezip, 2000) "Won't Cry"
- Nothing Less (Krezip, 2000) "Everything And More"
- 76 (Armin van Buuren, 2003) "Stay"
- Odeur De Clochard (Relax, 2005) "Dream On"
- Just Like You (SMD, 2008)
- Imagine (Armin van Buuren, 2008) "Never Say Never"